# Прапор Оржиці
Пра́пор О́ржиці — прапор-офіційний символ смт Оржиці (райцентр Полтавської області), затверджений рішенням сесії селищної ради від 9 липня 2002 року.
Автор проекту — художник, член Українського геральдичного товариства Дерев'янко Станіслав Андрійович.

## Опис
Прапор Оржиці являє собою прямокутне темно-зелене полотнище зі співвідношенням сторін (2:3), перетяте біло-синьою хвилястою смугою. Від древка до середини прапора йде з білою облямівкою червоний клин.

## Джерело
- інформація з сайту Полтавської обласної державної адміністрації